# Reckya Madougou
Pour les articles homonymes, voir Madougou.
Reckya Madougou, née le 30 avril 1974, est une femme politique béninoise.
Ancienne garde des sceaux et porte-parole du gouvernement béninois, elle est deux fois ministre du gouvernement Boni Yayi, d'abord ministre de la Microfinance, de l'Emploi des jeunes et des femmes avant d'occuper le poste de garde des Sceaux et ministre de la Justice de la législation et des droits de l'homme, porte-parole du gouvernement.
En avril 2016, elle devient conseillère spéciale du président togolais Faure Gnassingbé, avant de revenir au Bénin où elle tente de se présenter à l'élection présidentielle d'avril 2021. Candidate du plus grand parti de l'opposition béninoise « Les Démocrates », dont le président d'honneur est l'ancien président du Bénin Boni Yayi, Reckya Madougou voit sa candidature rejetée comme celle de 16 autres candidats au gré de nouvelles dispositions constitutionnelles. Elle est arrêtée le 3 mars 2021 sur des accusations d'association de malfaiteurs et terrorisme, ce que l'opposition et le juge initialement chargé de l'affaire dénoncent comme une mesure politique arbitraire. Incarcérée depuis cette date dans des conditions très strictes, elle est condamnée à 20 ans de prison le 11 décembre 2021.

## Biographie

### Formation
Titulaire d’un diplôme du troisième cycle de l’École des hautes études internationales de Paris (HEI) en 2000, elle dispose aussi d'un diplôme d’ingénierie commerciale à l’Institut supérieur européen de gestion de Lille en 1998. En outre, elle est diplômée de l'École nationale d’économie appliquée et de management au Bénin. En 2018, elle obtient le parchemin à Harvard Kennedy School dans le programme «Driving Government performance».

### Carrière
Sa carrière professionnelle passe par le lancement du projet Nasuba telecom (LC 2 International) et avec Micro Credit Campaign aux États-Unis. Elle a occupé des postes d'encadrement tels que Directrice commerciale et marketing pour le réseau GSM BBCOM et le représentant exclusif de la firme Volkswagen au Benin (Tundé Motors) . Elle a exercé en tant qu'entrepreneur pour son cabinet d'études et de conseils stratégiques.

#### Militantisme associatif
Reckya Madougou est connue au niveau international pour avoir initié au Bénin la réputée campagne « Touche pas à ma Constitution ». Des campagnes similaires ont par la suite vu le jour au Sénégal, au Niger, au Burkina Faso et au Cameroun. Ce militantisme est présent depuis la jeunesse de Reckya Madougou. Elle s'est intéressée au scoutisme, puis elle s'est engagée dans la section béninoise de la Jeune Chambre internationale où elle a occupé le poste de vice-présidente du management. Elle a présidé plusieurs associations et fédérations d'ONG au Bénin et en Afrique.

#### Carrière politique
Reckya Madougou est nommée en 2007 conseillère  à l'Autorité de régulation des postes et télécommunications du Bénin. L'année suivante (en 2008), elle est nommée sous le gouvernement Thomas Boni Yayi ministre de la Microfinance, de l’Emploi des jeunes et des femmes, puis devient garde des Sceaux et ministre de la Justice de la législation et des droits de l'homme, Porte parole du Gouvernement ; fonction qu'elle occupe jusqu'en 2013. Elle est également consultante internationale sur les questions de Finance inclusive et de développement et accompagne plusieurs pays africains dans la mise en place d’instruments spéciaux dédiés au financement de l’agriculture, à l’emploi des jeunes, à l’autonomisation des femmes et à l’inclusion financière.
En 2016, au Togo, elle devient la conseillère spéciale du Président togolais Faure Gnassingbé. En 2018, avec plusieurs figures intellectuelles, elle lance le Think & Do tank, Team RM (Team des Réflexions et Méthodes) qui a pour objectif la transformation structurelle de l’Afrique.
Au Togo elle accompagne pour le compte du Bureau International du Travail le gouvernement dans le processus de conceptualisation et de création du Fonds National de la Finance Inclusive (FNFI). Elle conduit également  le processus de formulation et de formalisation du Mécanisme Incitatif de Financement Agricole fondé sur le partage de risques (MIFA), avec l'appui de la BAD (Banque Africaine de Développement) et du FIDA (Fonds International de Développement Agricole). 
Elle prend part aux travaux de la task team présidentielle qui élabore le Plan National de Développement (PND) 2018-2022.
Au Congo, elle élabore la stratégie de création du Fonds d’Appui à la Promotion de l’Entrepreneuriat des Jeunes (FAPEJ).
En Côte d'Ivoire, elle a appuyé le gouvernement dans la mise en place du Fonds d'Appui aux Femmes de Côte d'Ivoire (FAFCI).
Reckya Madougou compte ainsi à son actif diverses initiatives à buts économiques et sociales. Ses groupes cibles sont les femmes, les jeunes, les entrepreneurs et les agriculteurs dans différents pays africains.
Début février 2021, elle est retenue à l'issue des primaires organisées par le parti Les Démocrates (principale formation de l'opposition béninoise); créée par Thomas Boni Yayi pour en être la candidate lors de l'élection présidentielle de 2021, au grand dam de certains des membres du parti. Toutefois, les modifications récentes de la Constitution imposent de recueillir le parrainages de 10 % des élus pour valider le dossier de candidature, ce qui est théoriquement impossible pour les membres de l'opposition, qui ont été exclus des élections législatives 2019, et quasiment des communales 2020, après les modifications du code électoral de 2019.
Cette nouvelle constitution votée par une assemblée monocolore a été retoqué par la Cour Africaine des Droits de l'Homme et des Peuples, rendant caduque la loi sur le parrainage qui a permis l'exclusion de l'opposition aux présidentielles 2021. La  CADHP (Cour Africaine des Droits de l'Homme et des Peuples) avait par ailleurs invité sans succès le Benin à une reforme constitutionnelle consensuelle.
Toutefois, la candidature de Reckya Madougou porte flambeau du parti les Démocrates n' a pas été validée à la présidentielle 2021, tout comme celle des 16 autres majoritairement issus de l'opposition sur les 20 candidats.

### Incarcération
Le 26 février 2021, un conseiller politique du parti Les Démocrates est arrêté. Le 1er mars, c'est le tour de deux membres de son parti, accusés d'association de malfaiteurs et de terrorisme en raison de leur volonté de s'opposer aux élections. Le 3 mars, elle est arrêtée pour les  mêmes chefs d'accusation. Selon le procureur, les motifs de cette arrestation sont  d’avoir financé, par l’intermédiaire d’un colonel à la retraite et du conseiller politique arrêté le 26 février, le meurtre de deux personnalités politiques de la ville de Parakou «afin de provoquer la terreur, le chaos et parvenir ainsi à faire suspendre le processus électoral ». Elle est incarcérée après sa garde en vue, bien que ledit colonel ait clairement déclaré ne pas connaître Dame Reckya Madougou (en dehors de la personnalité publique qu'elle représente), et que le second (conseiller politique) indique des faits simplement politiques.
Le 4 avril, Essowé Batamoussi, juge des libertés de la Cour de répression des infractions économiques et du terrorisme (CRIET), chargé du dossier, informe les médias qu'il a démissionné de son poste estimant ne plus pouvoir exercer sa tâche de manière indépendante, et a fui le Bénin par peur des représailles.
Selon lui, ainsi qu'il l'a déclaré sur France 24, " Nous faisons l'objet de pression de l'exécutif béninois. S'agissant du cas de Reckya Madougou, inculpée pour financement du terrorisme, le dossier est vide. Il s'agit d'une histoire rocambolesque, d'une pure imagination du pouvoir public. On nous a instruit de suivre les réquisitions du ministère public à savoir le placement en détention de Dame Reckya Madougou."
Ainsi, le dossier Reckya Madougou ne contenait aucun élément permettant sa mise en détention, qui a été mise en œuvre. Il en fut de même dans plusieurs cas précédents d'opinions dissidentes au pouvoir, à la suite de pressions de la Chancellerie.
Le  9 juillet 2021, les avocats de Reckya Madougou ont déposé auprès du procureur de la CRIET, une demande de mise en liberté provisoire de leur cliente.
Le 11 décembre 2021, Reckya Madougou est reconnue coupable de « financement du terrorisme » par la CRIET qui la condamne à 20 ans de prison et à verser une amende de 50 millions de Francs CFA (soit ),.

## Médiatisation
En novembre 2016, Forbes Afrique lui consacre un dossier intitulé « La passionaria de l'économie inclusive »,. Elle figure dans le classement du magazine panafricain Jeune Afrique, qui la place parmi les cinquante Africaines les plus influentes au monde, et dans celui des cent personnalités africaines les plus influentes selon Afrique magazine.

## Reconnaissances et distinctions
Elle a reçu de nombreuses distinctions et reconnaissances nationales et internationales :  
- « Woman of Courage Award » décernée par le gouvernement américain en 2007 (département d’État)[27],[28] ;
- Prix du FIDA  pour la promotion de l'entrepreneuriat des jeunes (2011)[7] ;
- Commandeur de l'ordre national du Bénin (2012)[27] ;
- Félicitations de l'Administrateur Général du PNUD ( Mme Elen Clark) en 2012 pour les programmes de micro crédits et les Business Promotion Centers[7] ;
- Commandeur de l'ordre national du Togo (2014)[29] ;
- Prix spécial pour la promotion de l'inclusion financière en Afrique, Congo (2015)[7] ;
- Nouveau Leader d'honneur décerné par la fondation suisse Crans Montana et nommée co-marraine de la promotion 2017 des nouveaux leaders du futur en avec Jacqueline Jessie Jackson (2017)[30],[7] ;
- 2020: "Prix spécial du Leadership de l’année 2020, les 100 qui transforment l'Afrique" délivré au musée des Civilisations noires de Dakar (MCN) lors de l’édition 2020 des Financial Afrik Awards[31].
- 2020 : Prix UEMOA de la Personnalité Economique de l'année "Chevalier des PME TIEMOKO MARC GARANGO" décerné à Cotonou par le salon des Banques et PME de l'UEMOA. Ce titre honorifique de l'UEMOA lui confère le mérite de la première femme économiste de l'UEMOA, distinguée personnalité de l'année[32].

## Publications
- Soigner les certitudes,éditions Jean-Jacques Wuillaume préfacé par le président de la République Sénégalaise Macky Sall, 2020[33],[34]
- Madougou, Reckya., Mon combat pour la parole, Préface de Christiane Taubira : les défis d'une mobilisation citoyenne pour la promotion de la gouvernance démocratique, L'Harmattan, 2008 (ISBN 978-2-296-07511-5 et 2-296-07511-8, OCLC 310392946, lire en ligne)[33],[35]